# Ivan Yates
Ivan Yates (ur. 1 października 1959 w Enniscorthy) – irlandzki polityk, przedsiębiorca, prezenter radiowy i telewizyjny oraz samorządowiec, deputowany, działacz Fine Gael, w latach 1994–1997 minister rolnictwa, żywności i leśnictwa.

## Życiorys
Kształcił się w szkole rolniczej Gurteen College, pracował w rodzinnym gospodarstwie rolnym. Zaangażował się w działalność polityczną w ramach Fine Gael. Działał w samorządzie lokalnym, w wieku 19 lat został radnym hrabstwa Tipperary. W 1981 uzyskał po raz pierwszy mandat posła do Dáil Éireann. Z powodzeniem ubiegał się o reelekcję w wyborach w lutym 1982, listopadzie 1982, 1987, 1989, 1992 i 1997. W niższej izbie irlandzkiego parlamentu zasiadał do 2002, gdy nie kandydował na kolejną kadencję. Od grudnia 1994 do czerwca 1997 sprawował urząd ministra rolnictwa, żywności i leśnictwa w gabinecie Johna Brutona.
W 2002 zrezygnował z aktywności politycznej. Zajął się działalnością biznesową w sektorze zakładów bukmacherskich. Prowadził przedsiębiorstwo Celtic Bookmakers. W styczniu 2011 ogłoszono, że na skutek problemów finansowych firmy wprowadzono w niej zarząd komisaryczny. Od 2009 zajmował się działalnością dziennikarską. Do 2012 był prezenterem radiowym w Newstalk, gdzie współprowadził program poranny. Powrócił do tej stacji w 2013, ponownie był prezenterem programu porannego, prowadził też popołudniowy program The Hard Shoulder. Od 2017 był jednym z prowadzących The Tonight Show w telewizji TV3. W 2020 zrezygnował z pracy zawodowego prezentera radiowego i telewizyjnego.